# Jeferson Pereira Vieira
Jeferson Pereira Vieira, auch Jeferson Maranhense genannt, (* 20. April 1989 in Bacabal) ist ein brasilianischer Fußballspieler.

## Karriere
Jefferson begann seine Karriere bei der ADRC Icasa. In den nächsten Jahren spielte er bei verschiedenen Klubs, u. a. beim Zweitligisten AS Arapiraquense. Im Sommer 2015 wechselte er nach Österreich zum SKN St. Pölten. Sein Debüt gab er am 1. Spieltag 2015/16 gegen den SV Austria Salzburg. Im Januar 2016 wurde sein Vertrag aufgelöst. Danach spielte er wieder in Brasilien bei Guarani de Palhoça.

## Erfolge
Campinense
- Copa do Nordeste: 2013